# OV2-1
OV2-1 (Orbiting Vehicle 2-1) – amerykański wojskowy satelita eksperymentalny z serii OV2. Satelita został zbudowany w ramach programu ARENTS (Advanced Research Environmental Test Satellite), którego celem miało być badanie warunków panujących w przestrzeni kosmicznej. Po anulowaniu tego programu, zbudowane urządzenia postanowiono wykorzystać w programie OV2. Satelity były wynoszone na orbitę przez testowane wtedy rakiety Titan 3C. Z powodu eksplozji członu Transtage satelita nie osiągnął planowanej orbity. Satelita miał badać poziom promieniowania w przestrzeni kosmicznej.